# A Dél-afrikai Köztársaság zászlaja

A Dél-afrikai Köztársaság zászlója 1928-1994 között.

A búr köztársaságok színeinek (vörös, fehér, kék) és az 1994-ben hatalomra került Afrikai Nemzeti Kongresszus színeinek (fekete, zöld, sárga) kombinációjával alkották meg ezt a lobogót.
Az Afrikai Nemzeti Kongresszust úgy ábrázolja a zászló, mint az ország „konvergenciájának” és egységesülésének motorját.